# (3469) Bulgakov
(3469) Bulgakov est un astéroïde de la ceinture principale.

## Description
(3469) Bulgakov est un astéroïde de la ceinture principale. Il fut découvert le 21 octobre 1982 à Naoutchnyï par Lioudmila Karatchkina. Il présente une orbite caractérisée par un demi-grand axe de 3,02 UA, une excentricité de 0,08 et une inclinaison de 9,2° par rapport à l'écliptique.

## Compléments